# Der Jazzkadett
Der Jazzkadett (Originaltitel: Shipmates Forever) ist ein US-amerikanisches Filmmusical aus dem Jahr 1935 von Frank Borzage mit Dick Powell und Ruby Keeler in den Hauptrollen.

## Handlung
Dick Melville und June Blackburn lernen sich während einer Flottenparade im New Yorker Hafen kennen. Beide stammen aus einer Marinefamilie, aber Dick möchte Sänger werden, und June, die ihren Vater und ihren Bruder im Krieg sterben sah, hat geschworen, nie einen Marinesoldaten zu heiraten. Dicks Vater, der Admiral der Flotte, der in den Ruhestand geht, wird Leiter der United States Naval Academy und sein sehnlichster Wunsch ist, dass Dick sich dort als Fähnrich einschreibt. Dick ist entschlossen, dies nicht zu tun, aber als sein Vater ihm vorwirft, er habe Angst, die Aufnahmeprüfungen nicht zu bestehen, macht Dick die Prüfungen und besteht. 
Ruth kehrt nach Annapolis zurück, wo sie Tanzlehrerin wird, und Dick nimmt seine Anstellung an der Akademie an, um in ihrer Nähe zu sein. Dick wird in einem Raum mit drei anderen Rekruten untergebracht. Neben Sparks Brown, einem Funker aus dem Süden, sind auch Johnny Lawrence, bekannt als Coxswain, ein Rekrut aus den Reihen der Marine sowie Lincoln Cowboy aus dem Westen seine Stubenkameraden. Alle neuen Rekruten werden von den älteren Schülern schikaniert, aber Dick ist aufgrund seines Vaters und seines Ruhms als Sänger ein besonderes Ziel freundlicher Hänseleien. Dick beschließt, die verhasste Akademie zu verlassen, bis Ruth ihn ermutigt, zu Ende zu bringen, was er begonnen hat. In akademischer Hinsicht ist er Klassenbester, aber er findet keine Freunde. Der Admiral macht sich Sorgen über Dicks eingeschränktes Sozialleben, da eines der Ziele der Akademie darin besteht, Bindungen zwischen den Fähnrichen zu schaffen. 
Nachdem Ruth nach New York gezogen ist, um professionelle Tänzerin zu werden, und Johnny von der Akademie geht, ist Dick einsamer als je zuvor. Während der letzten Kreuzfahrt der Klasse ist Johnny unter der Schiffsbesatzung und teilt seinen ehemaligen Zimmergenossen stolz mit, dass er wieder in die Akademie aufgenommen wurde. Sein Patriotismus und seine Liebe zur Marine sind Dick peinlich, der immer noch plant, seinen Dienst am Ende seiner Schulzeit aufzugeben. Während einer Routineübung mit den Kanonen explodiert einer der Kessel. Johnny versucht, die Leitungen abzuschalten und wird vom Dampf überwältigt. Obwohl Dick versucht, ihn zu retten, erleiden beide Männer schwere Verbrennungen, denen Johnny schließlich erliegt. Als er sich von seinen Verletzungen erholt hat, wird Dick von den anderen Männern begeistert begrüßt. Jetzt plant er voller Stolz, ein Marinesoldat zu werden.

## Hintergrund
Gedreht wurde der Film bis zum 1. August 1935.
Eine Widmung ehrt die Offiziere und Fähnriche der United States Naval Academy. Laut einer Pressemeldung wurde der Film größtenteils an der Naval Academy in Annapolis in Maryland gedreht. Das Marineministerium stellte der Produktion einen Offizier und zwei Fähnriche als Berater zur Verfügung. In weiteren Meldungen hieß es, dass Vorkehrungen getroffen wurden, um das Radioprogramm Hollywood Hotel, in dem Dick Powell auftrat, vom Drehort aus auszustrahlen.
Ab dem 12. Oktober 1935 erschien der Film in den US-Kinos.
Robert M. Haas oblag die künstlerische Leitung. Orry-Kelly war für das Kostümbild zuständig. William H. Cannon arbeitete als Regieassistent.

## Musik
Folgende Songs wurden im Film gespielt:
- I'd Love to Take Orders From You, Don't Give Up the Ship und I'd Rather Listen to Your Eyes von Harry Warren und Al Dubin
- Abdul Abulbul Emir von Frank Crumit

## Kritiken
Der Filmkritiken-Aggregator Rotten Tomatoes hat in einer Auswertung ein Publikumsergebnis von 67 Prozent positiver Bewertungen ermittelt.
Frank S. Nugent von der The New York Times befand, unter der flotten Regie von Frank Borzage und mit starken Nebendarstellern sei das neue Filmdrama in seiner Darstellung des Militärdienstes weniger aggressiv scheinheilig als die meisten anderen Warner-Stars-and-Stripes-Filme. Obwohl die Geschichte Routine sei, gebe es viele humorvolle Momente, das romantische Interesse sei nicht zu aufdringlich und es gelinge dem Film, die meiste Zeit über unterhaltsam zu sein.